# Chiesa dei Cappuccini (Faenza)
La chiesa dei Cappuccini è un luogo di culto di Faenza, in provincia di Ravenna. Viene anche ricordata con il nome di SS Crocifisso a Faenza. 

## Storia
Le fasi di costruzione della Chiesa dei Cappuccini procedono per quattro tappe: 
- Posa della prima pietra il 28 aprile 1946[1]
- Inizio dei lavori il 19 agosto 1946[1]
- Apertura del culto il 26 marzo 1948[1]
- Consacrazione e apertura solenne il 4 luglio 1957 ad opera di Giuseppe Battaglia[1]

## Descrizione

### Descrizione generalizzata
All'esterno il santuario è rivestito in mattoni in parametro a vista e sono ben visibili sia un portico che alcuni bassorilievi, realizzati in terracotta. Al centro si erge una cupola continuativa alle linee architettoniche della preesistente Cappella-Santuario.

### Principali elementi architettonici della chiesa
A garantire sublimità alla chiesa si aggiungono anche diversi elementi architettonici:
- il Campanile progettato da M. Focaccia di Cervia[2]
- le Campane fuse dalla ditta Fratelli Bianchi di Varese[2]
- l'Altare Maggiore progettato da un architetto di Bologna, il quale ha deciso di riutilizzare i marmi dell'altare precedente[2]
- il Seminario opera di Albino Secchi[2]

## Artisti che hanno partecipato alla realizzazione della chiesa
La chiesa è stata progettata dall'architetto Antonio Bassura, mentre le decorazioni murarie sono di Mario Pesarini. Ballanti e Graziani si sono occupati delle statue decorative del corpo della chiesa; Giuseppe Rosetti ha realizzato le quattro statue degli evangelisti in terracotta situate nella cappella del Crocifisso; la statua dell’Immacolata e di S. Francesco è opera di Giovanni Collina-Graziani; altre statue raffiguranti santi, tra cui lo stesso S. Antonio Abate, sono opere di Enrico e Gaetano Dal Monte, il quale ha realizzato anche l’agonia di Gesù nell’orto, nella parte anteriore del santuario; la Madonna all’esterno del campanile è di Angelo Biancini.

## Devozione del SS crocifisso
La chiesa deve il suo nome all’affresco del SS crocifisso appartenente agli inizi dello scorso secolo e situato nella cappella decorata dall’architetto e pittore faentino Tommaso Dal Pozzo.
La venerazione di tale affresco risale a tempi molto antichi ed ebbe origine da un miracolo compiuto da fra Battista di Faenza. In poco tempo infatti prese il via l’usanza tra i cittadini di pregare dinnanzi al crocifisso chiedendo in cambio grazie e guarigioni. Il culto si diffuse non solo a livello locale, ma specialmente durante i periodi di carestia o di peste si registrò un gran numero di pellegrini richiedenti la preghiera dinnanzi a tale opera. Una tipica forma di devozione consisteva nell’essere unti dall’olio della lampada posta dinnanzi all’immagine del Cristo; anche oggi i fedeli hanno la possibilità di ricevere questo olio come un segno di devozione divina, durante il giorno di Pasqua.